# آبی‌چهره
آبی‌چهره (نام علمی: Northiella) نام یک سرده از خانواده طوطیان است.
نامی که در انگلیسی به آن‌ها داده شده به معنی «دارای کلاه‌پشمی به رنگ آبی» است اما نامی درست نیست زیرا صورت این طوطی‌ها به رنگ آبی است و نه سر و کاکل آن‌ها. 